# Roman de Renart

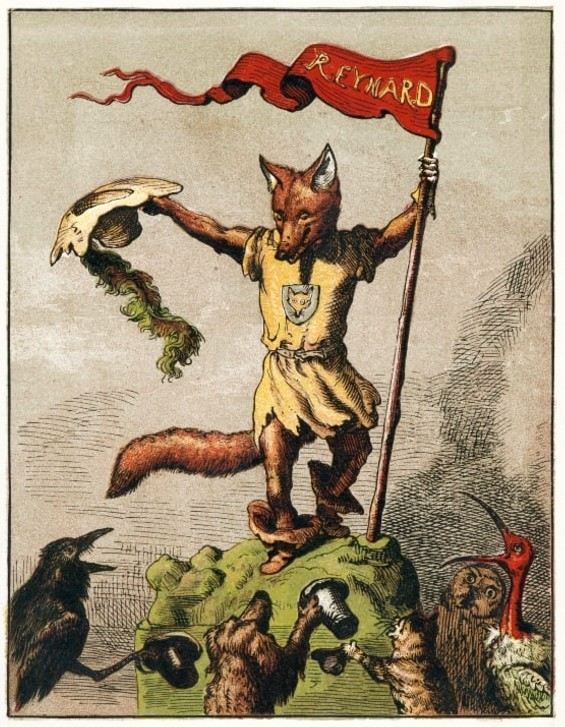
El zorro Renard en un libro infantil de 1869.

Roman de Renart es un conjunto de poemas en francés datados entre los siglos XII y XIII que parodian la épica y la novela cortés. Están ambientados en una sociedad animal que imita a la humana, y su principal protagonista es Renart, el zorro. Este personaje protagoniza una gran cantidad de fábulas antropomórficas de toda Europa, así los Reynard, Renard, Renart, Reinard, Reinecke, Reinhardus, y otras muchas de sus variaciones fonéticas presentes en otras fábulas no serían sino el mismo personaje.

## Breve introducción
Desde el siglo XI, la aristocracia tenía su propia literatura, auténtica sátira social adelantada a la época. Era una literatura en esencia maliciosa, pintoresca, a veces libertina, o al contrario, moralizante, pero muy a menudo realista. A nuestros días han llegado principalmente fábulas (*Estula - *Le lévrier et le serpent- *Maître Pathelin- *Moniage Guillaume - *La Mort Artu- *Les belles amours du chevalier de Faublas...) y sobre todo el Roman de Renart. Su fuente principal fue el poema latino Ysengrimus, redactado hacia 1150 y atribuido a Nivardus, un clérigo de Gante del que poco se sabe.
El Roman de Renart es una obra compuesta por relatos cortos independientes, a veces en prosa, pero en su mayoría en versos octosílabos. Escritos en francés, lengua romance de donde le viene el nombre de roman, existen 27 ramas escritas, a lo largo de los tiempos, por autores diferentes. Estos relatos están protagonizados por animales, siendo los principales el zorro «Renart» y su enemigo, el lobo «Ysengrin». 

## Los textos

### Los autores identificados
Uno de los primeros autores conocidos es Pierre de Saint-Cloud, erudito, quien publicó Les enfaces Renart (La infancia de Renart - Rama II) en la primera mitad del siglo XI. En su redacción original, este texto de casi 1100 versos es bastante difícil de leer, a continuación un breve extracto:
"Seigneurs, oï avez maint conte
Que maint conteres vos aconte,
Conment Paris ravi Helayne,
Les maux qu'il en ot et la paine, 4
De Tristram qui La Chievre fist,
Qui assez belement en dist
Et fables et chançons de geste,
Romanz de lui et de sa geste," 8.
Richard de Lison, sería otro de los autores claramente identificados.

## Los personajes

### Renart eYsengrin
- Renart: es el zorro travieso, personaje principal de los relatos. Complejo y polimorfo (desde el pequeño diablillo que deshace entuertos, al demonio lúbrico y libertino). Encarna la astucia junto al don de la elocuencia. Sus aventuras sacan a escena un mundo animal de características casi humanas: la queue souvent dépasse de l'armure (La cola a menudo sobresale de la armadura). Podría representar al burgués que, con su astucia, vence aún partiendo en desventaja a la aristocracia y el clero,[1] representados estos en otros animales de quienes se burla en los relatos.

En la época en la que fueron redactados los textos que componen el Roman de Renart, la palabra francesa utilizada para zorro era goupil, del latín vulpecula. Sin embargo, para los granjeros, la sola mención de la palabra zorro traía la mala suerte. Así, para evitar nombrarlo y como consecuencia de la popularidad de las historias de Renart, empezó a utilizarse renard como un eufemismo, hasta el punto que en la actualidad renard es la palabra utilizada para designar al zorro, mientras que la original, goupil es de uso dialectal o arcaico.
Renart vive en Maupertuis. Casado con Hermeline la raposa, inicialmente tiene dos hijos, de nombres "Percehaie" y "Malbranche". Más tarde, tendrá otra hija de nombre "Renardel". Es caballero en la corte de Noble y su vasallo feudal, aunque no suele respetar los juramentos de fidelidad.
- Ysengrin: el lobo salvaje y cruel, eterno enemigo de Renart, y siempre engañado por éste. Su esposa la loba Dame Hersent, fue antaño "violada" por Renart, de ahí su eterno rencor (en realidad, fue la lujuria de la loba la que la hizo sucumbir a los encantos de Renart). Aparece como un personaje no muy inteligente, a menudo glotón y con ganas de comer. Ocupa una posición muy importante en la corte de Noble.

### Otros personajes

#### Personajes principales
- Noble, el león. Es el rey de la corte de los animales. Representa la justicia.
- Hersent, la loba: esposa de Ysengrin, quien fue "violada" por Renart. Hersent es una mujer caprichosa y sensual con más vicios que virtudes. En ciertos momentos se da a entender que esta presunta violación no fue violación.
- Fière, la leona, la mujer de Noble y la reina de los animales. No tiene un gran peso en el relato, pero es quien representa la dama cortés. Tiene un cierto apego por Renart a pesar de que fue violada por él durante el asedio de Maupertuis y junto al zorro y su marido el león forma un triángulo amoroso.
- Beaucent, el jabalí .
- Belin (o Bellyn), el carnero.
- Baudoin (o Bokart), el asno: secretario del rey león.
- Brun (o Bruno o Bruin), el oso pardo (por el color de su vestimenta). Es el obispo de la corte. Aparece como un animal grande y gordo, cualidades que Renart suele usar para jugarle malas pasadas.
- Chanteclair el gallo .
- Couard, la liebre .
- Eme, el mono: casado con Dame Rukenawe, la mona.
- Grimbert, el tejón: primo y defensor de Renart; es también su único amigo. Pero tal vez Grimbert sería el epónimo de Fulbert, el canónigo.
- Grymbart, la zorra: hermana de Renart.
- Ermelyne (o Dame Hermelyne), la oveja: esposa de Bellyn. Tiene dos hermanas: Dame Atrote y Dame Weasel.
- Dame Rukenawe, la mona: esposa de Eme, el mono, y tía de Renart. Tiene dos hijos: Bytelouse y Fulerompe a quienes Renart devoraría.
- Tibert, el gato. Es un animal algo salvaje ya que vive libremente en el campo. Es uno de los pocos que siente simpatía hacia Renart. En ocasiones es el único que le puede hacer frente y consigue engañarlo.
- Ticelin, el cuervo.
- Cado, el pato.

#### Personajes secundarios
- Blanche, el armiño (a veces confundida con Hermeline).
- Brichemer, el ciervo: senescal.
- Bernard, el asno .
- Corbant, el grajo y su esposa Dame Sharpebek.
- Coupée, la gallina .
- Courtois (o Courtoys), el pequeño perro .
- Drouin, el gorrión .
- Hubert, el milano .
- Firapel, el leopardo .
- Jacquet, la ardilla .
- Dame Mésange, la avecilla .
- Musart, el camello: legado apostólico.
- Ordegale, el castor .
- Pantecroet, la nutria .
- Roonel, el mastín .
- Tardif, el caracol .
- Vader de Lantfert: hijo de Dame Pogge de Chafporte y de Macob.
- Rohart, el cuervo .
- Dame Hermeline, la raposa: esposa de Renart. Representa a la esposa sumisa que siempre ayuda a Renart en las situaciones difíciles, incluso lo defiende ante la corte.
- Malbranche, Percehaie y Renardel, los tres hijos de Renart y de Dame Hermeline, su esposa.

#### Personajes no (o mal) identificados
- Maître Akeryn
- Aue et Baetkyn
- Abelquak
- Dame Baue
- Dame Julocke
- Dame Slopecade